# Championnat du monde de hockey sur glace 1987
Navigation
URSS 1986 Suède 1989
Le cinquante-deuxième championnat du monde de hockey sur glace eut lieu à Vienne en Autriche du 17 avril au 3 mai. Le Mondial D est créé avec l'arrivée de plusieurs nations dans la IIHF.

## Mondial A
|        | Équipe               | PJ | V | N  | D | BP | BC | Pts |
| ------ | -------------------- | -- | - | -- | - | -- | -- | --- |
| Or     | Suède                | 10 | 5 | 3  | 2 | 44 | 22 | 12  |
| Argent | Union soviétique     | 10 | 8 | 0  | 2 | 52 | 15 | 18  |
| Bronze | Tchécoslovaquie      | 10 | 6 | 2  | 2 | 32 | 22 | 14  |
| 4      | Canada               | 10 | 3 | 5  | 2 | 27 | 30 | 8   |
| 5      | Finlande             | 10 | 5 | 4  | 1 | 32 | 34 | 11  |
| 6      | Allemagne de l'Ouest | 10 | 4 | 5  | 1 | 31 | 17 | 8   |
| 7      | États-Unis           | 10 | 4 | 6  | 0 | 36 | 49 | 8   |
| 8      | Suisse               | 10 | 0 | 10 | 0 | 26 | 71 | 0   |

La Suisse est reléguée dans le Mondial B pour le championnat de 1989.
| Place | Pays  | Joueurs |
| ----- | ----- | --- |
| 1     | Suède | Peter Lindmark, Åke Lilljebjörn, Anders Bergman, Anders Eldebrink, Tommy Albelin, Mats Kihlström, Lars Karlsson, Peter Andersson, Robert Nordmark, Magnus Svensson, Tom Eklund, Thomas Rundqvist, Matti Pauna, Mikael Andersson, Bengt-Åke Gustafsson, Peter Sundström, Jonas Bergqvist, Lars-Gunnar Pettersson, Håkan Södergren, Lars Molin, Anders Carlsson, Tomas Sandström, Håkan Loob |

## Mondial B
|    | Équipe             | PJ | V | N | D | BP | BC | Pts |
| -- | ------------------ | -- | - | - | - | -- | -- | --- |
| 9  | Pologne            | 7  | 6 | 1 | 0 | 39 | 11 | 12  |
| 10 | Norvège            | 7  | 5 | 1 | 1 | 33 | 25 | 11  |
| 11 | Autriche           | 7  | 5 | 2 | 0 | 41 | 27 | 10  |
| 12 | France             | 7  | 4 | 2 | 1 | 37 | 26 | 9   |
| 13 | Allemagne de l'Est | 7  | 2 | 3 | 2 | 25 | 31 | 6   |
| 14 | Italie             | 7  | 2 | 4 | 1 | 28 | 30 | 5   |
| 15 | Pays-Bas           | 7  | 1 | 5 | 1 | 30 | 37 | 3   |
| 16 | Chine              | 7  | 0 | 7 | 0 | 14 | 60 | 0   |

La Pologne rejoint le Mondial A pour le championnat de 1989. La Chine est relégué dans le Mondial C.

## Mondial C
|    | Équipe        | PJ | V | N | D | BP | BC | Pts |
| -- | ------------- | -- | - | - | - | -- | -- | --- |
| 17 | Japon         | 7  | 5 | 1 | 1 | 61 | 13 | 11  |
| 18 | Danemark      | 7  | 5 | 1 | 1 | 47 | 23 | 11  |
| 19 | Roumanie      | 7  | 5 | 1 | 1 | 48 | 22 | 11  |
| 20 | Yougoslavie   | 7  | 3 | 0 | 4 | 60 | 23 | 10  |
| 21 | Hongrie       | 7  | 3 | 4 | 0 | 33 | 28 | 6   |
| 22 | Corée du Nord | 7  | 2 | 5 | 0 | 13 | 45 | 4   |
| 23 | Bulgarie      | 7  | 1 | 5 | 1 | 21 | 40 | 3   |
| 24 | Belgique      | 7  | 0 | 7 | 0 | 8  | 97 | 0   |

Le Japon, le Danemark et la Roumanie rejoignent le Mondial B pour le championnat de 1989. La Belgique est relégué dans le Mondial D.

## Mondial D
|    | Équipe           | PJ | V | N | D | BP  | BC  | Pts |
| -- | ---------------- | -- | - | - | - | --- | --- | --- |
| 25 | Australie        | 6  | 5 | 0 | 1 | 176 | 6   | 11  |
| 26 | Corée du Sud     | 6  | 4 | 1 | 1 | 130 | 16  | 9   |
| 27 | Nouvelle-Zélande | 6  | 2 | 4 | 0 | 42  | 142 | 4   |
| 28 | Hong Kong        | 6  | 0 | 6 | 0 | 1   | 185 | 0   |